# Club Social y Atlético Guillermo Brown
El Club Social y Atlético Guillermo Brown, també anomenat Brown de Puerto Madryn, és un club de futbol argentí de la ciutat de Puerto Madryn. Duu el nom de l'almirall irlandès-argentí Guillermo Brown.

## Història
Va ser fundat el 14 de gener de 1945. El seu partit més recordat fou l'empat a 2 a l'estadi Monumental davant el River Plate de David Trezeguet, Fernando Cavenaghi i Alejandro Domínguez.
Ascendí a Primera B Nacional el 2014.

## Palmarès
- Torneo Argentino A: 2
  - Clausura 2007, 2010-11

- Torneo Argentino B: 1
  - 2002-03

- Liga del Valle: 12
  - Regional 1947, Oficial 1954, Preparación 1962, Preparación 1963, Preparación 1967, Oficial 1967, Apertura 1996, Clausura 1999, Clausura 2000, Apertura 2001, Clausura 2002, Apertura 2005